# Bengt Petrelius
Bengt Petrelius, född 13 augusti 1906 i Stockholm, död 15 juli 1988, var en svensk civilingenjör, utexaminerad vid KTH 1932.
Petrelius var bland annat direktör för Svenska kommunaltekniska föreningens vatten och avloppsavdelning 1960-1962. Han blev vd för Svenska vatten- och avloppsverksföreningen, VAV, 1962-1973, och arbetade sedan som konsult. Han var ordförande i Stocksunds byggnadsnämnd 1959-1966, styrelseordförande i Käppalaförbundet 1958-1970.
Den 21 september 1964 förordnades Petrelius och stadsjuristen Erik Gustaf Westman att såsom experter biträda utredningsmannen. Utredningen antog namnet 1964 års vatten- och avloppsutredning (va-utredningen).